# Nestolaïta
La nestolaïta és un mineral de la classe dels òxids. Va ser anomenada en honor de Fabrizio Nestola, mineralogista i cristal·lògraf italià.

## Característiques
La nestolaïta és un selenit de calci monohidratat de fórmula química CaSeO₃(H₂O). Va ser el primer mineral selenit purament de calci que es va descobrir, sent el segon mineral que presenta l'ió selenit (SeO₃) i calci després de la piretita.
Cristal·litza en el sistema monoclínic. La seva estructura cristal·lina es basa en capes, amb làmines de poliedres de CaO-H₂O que compartixen arestes, amb [7]Ca; les làmines estan interconnectades per grups selenits, mentre que les adjacents estan enllaçades mitjançant ponts d'hidrogen. Els cations Se4+ s'apilen entre capes.
La seva duresa a l'escala de Mohs és 2,5.

## Jaciments
La nestolaïta va ser descoberta a la mina Little Eva, al Yellow Cat District (Comtat de Grand, Utah, Estats Units). Es tracta de l'únic indret on ha estat trobada aquesta espècie mineral.